# جون ويزلي لورد
جون ويزلي لورد (بالإنجليزية: John Wesley Lord)‏ هو قسيس أمريكي، ولد في 23 أغسطس 1902، وتوفي في 8 أكتوبر 1989.